# نورما وست
نورما وست (انگلیسی: Norma West؛ زادهٔ ۱۹ نوامبر ۱۹۴۳) بازیگر اهل بریتانیا است.
از فیلم‌ها یا برنامه‌های تلویزیونی که وی در آن نقش داشته‌است، می‌توان به پوآرو، فراطبیعی، خانم مارپل و و کشتی به راهش ادامه می‌دهد اشاره کرد.